# Nacozari de García
Nacozari de García là một đô thị thuộc bang Sonora, México. Năm 2005, dân số của đô thị này là 11961 người.